# Amycus ectypus
Amycus ectypus là một loài nhện trong họ Salticidae.
Loài này thuộc chi Amycus. Amycus ectypus được Eugène Simon miêu tả năm 1900.